# Karsten Sørensen
Karsten Sørensen, danski rokometaš, * 1. februar 1948.
Leta 1972 je na poletnih olimpijskih igrah v Münchnu v sestavi danske rokometne reprezentance osvojil 13. mesto.